# فیلمور (نیواورلئان)
فیلمور (به انگلیسی: Filmore) یک منطقهٔ مسکونی در ایالات متحده آمریکا است که در نیواورلئان قرار دارد. فیلمور ۱٬۶۸۶ نفر جمعیت دارد که ارتفاع آن از سطح دریا صفر است. محله‌ای از شهر و یک ناحیه فرعی از منطقه جنتیلی است، مرزهای آن که توسط کمیسیون برنامه‌ریزی شهر مشخص شده‌است عبارتند از: بلوار روبرت ای لی در شمال، کانال خیابان لندن در شرق، پرس درایو، خیابان پاریس و خیابان هریسون در جنوب و خیابان بایو جان در غرب.

## موقعیت جغرافیایی
فیلمور در ۳۰ ° ۰۰′۴۱ ″ N 90 ° ۰۴′۴۰ ″ W واقع شده‌است و ارتفاع آن ۰ فوت (۰٫۰ متر) است. براساس اداره سرشماری ایالات متحده، مساحت این منطقه ۱٫۲۴ مایل مربع (۳٫۲ کیلومتر مربع) است. ۱٫۱۹ مایل مربع (۳٫۱ کیلومتر مربع) از آن خشکی و ۰٫۰۵ مایل مربع (۰٫۱ کیلومتر مربع) (۴٫۰۳٪) آن آب است.

## محله‌های مجاور
- تراس دریاچه/دریاچه اوکس (شمال)
- سنت آنتونی (شرق)
- دلارد (شرق)
- پروژه‌های سنت برنارد (جنوب)
- پارک شهر (غرب)